# Big River (Nouveau-Brunswick)
Pour les articles homonymes, voir Big River.
Big River est un village du comté de Gloucester, au nord de la province canadienne du Nouveau-Brunswick. Le village a le statut de DSL et fait partie de la paroisse de Bathurst. Il comprend aussi les hameaux de Népisiguit-Jonction et Blue Mountain Settlement. Dans le cadre de la réforme de la gouvernance locale du 1er janvier 2023, le territoire du DSL a été réparti entre la cité de Bathurst et le district rural de Chaleur.

## Géographie

### Situation
Big River est situé à 5 kilomètres au sud du centre-ville de Bathurst, dans la région Chaleur.
Le village est situé sur la rive gauche de la Népisiguit, ou Grande rivière Népisiguit, d'où son nom. Le cours y est très agité, avec des rapides et les chutes Boucher, situées au niveau du pont du chemin de fer. Un autre cours d'eau important est la Moyenne rivière Népisiguit, qui coule dans l'ouest du territoire en direction nord, pour se jeter plus loin dans le fleuve. La rivière Pabineau et son affluent le ruisseau Rocky coulent dans le sud du territoire pour se jeter elle aussi dans le fleuve, à Pabineau.
Le relief de Big River est accidenté mais peu élevé. Le point culminant est le mont Bleu (110 mètres), situé à l'extrémité sud-ouest. À l'ouest du mont se trouve un esker long de près de 2 kilomètres.
Big River comprend un quartier principal, Big River, situé au nord. Népisiguit-Jonction est situé à la jonction ferroviaire du même nom puis Blue Mountain Settlement est situé au pied du mont Blue.
Big River est limitrophe de Bathurst au nord, de la réserve indienne Pabineau 11 au sud-est et de la paroisse de Bathurst sur les autres côtés.
Big River est généralement considérée comme faisant partie de l'Acadie.

### Climat
Une station météorologique est située non loin, à Bathurst. Le village bénéficie d'un climat continental humide. Le mois le plus chaud a une température moyenne de 19.3 °C et le plus froid une température de -11,1 °C. Le village reçoit 1100 mm de précipitations annuellement dont 300 cm de neige. La journée la plus chaude fut le 4 juillet 1983, avec 36.5 °C et la plus froide fut le 12 janvier 1965, avec -36.1 °C. La journée ayant eu le plus de précipitations fut le 9 septembre 1969, avec 89,7 mm de pluie. Le 3 décembre 1989 a le record de neige, avec 70 centimètres, alors que la plus importante accumulation a eu lieu le 28 décembre 1978, avec 213 cm.
| Mois                              | jan.  | fév.  | mars | avril | mai  | juin | jui. | août  | sep. | oct. | nov. | déc.  | année   |
| --------------------------------- | ----- | ----- | ---- | ----- | ---- | ---- | ---- | ----- | ---- | ---- | ---- | ----- | ------- |
| Température minimale moyenne (°C) | −16,1 | −14,7 | −8,7 | −2    | 4,2  | 10,2 | 13,8 | 12,9  | 7,8  | 2,4  | −2,9 | −12   | −0,4    |
| Température moyenne (°C)          | −11,1 | −9,5  | −3,7 | 2,4   | 9,9  | 15,8 | 19,3 | 18,2  | 12,8 | 6,8  | 0,6  | −7,7  | 4,5     |
| Température maximale moyenne (°C) | −6,1  | −4,3  | 1,3  | 6,8   | 15,4 | 21,4 | 24,7 | 23,4  | 17,8 | 11,2 | 4    | −3,3  | 9,4     |
| Précipitations (mm)               | 92,5  | 63,3  | 84,3 | 90,7  | 79,5 | 83,5 | 99   | 101,6 | 71,7 | 89,5 | 95,3 | 107,8 | 1 058,6 |
| dont pluie (mm)                   | 23,5  | 10,2  | 30   | 57,3  | 78,5 | 83,5 | 99   | 101,6 | 71,7 | 89   | 65   | 35,3  | 744,4   |
| dont neige (cm)                   | 69    | 53,1  | 54,3 | 33,4  | 1    | 0    | 0    | 0     | 0    | 0,6  | 30,3 | 72,5  | 314,2   |

## Histoire
La seigneurie de Népisiguit est concédée en 19 mars 1691 au Sieur Jean Gobin, un marchand de Québec; elle avait un territoire long de 12 lieues et profond de 10 lieues, à partir du littoral de la baie et probablement centré sur la rivière Népisiguit ce qui, selon William Francis Ganong, inclut le site de Big River. Gobin donne la seigneurie à Richard Denys de Fronsac. La seigneurie, par l'héritage à sa femme, tombe aux mains de Rey-Gaillard, qui la possédait en 1753. Cooney parle d'une concession à un certain Enaud, qui est vraisemblablement Philippe Hesnault, seigneur de Pokemouche et peut-être agent de Gobin.
En 1825, le territoire est touché par les Grands feux de la Miramichi, qui dévastent entre 10 000 km2 et 20 000 km2 dans le centre et le nord-est de la province et tuent en tout plus de 280 personnes,.
Le Centre Chaleur, un centre commercial, est démoli vers 2010.

## Démographie
| 2001 | 2006 | 2011 | 2016 |
| ---- | ---- | ---- | ---- |
| 980  | 779  | 759  | 721  |

## Administration

### Comité consultatif
En tant que district de services locaux, Big River est administré directement par le Ministère des Gouvernements locaux du Nouveau-Brunswick, secondé par un comité consultatif élu composé de cinq membres dont un président.

### Commission de services régionaux
Big River fait partie de la Région 3, une commission de services régionaux (CSR) devant commencer officiellement ses activités le 1er janvier 2013. Contrairement aux municipalités, les DSL sont représentés au conseil par un nombre de représentants proportionnel à leur population et leur assiette fiscale. Ces représentants sont élus par les présidents des DSL mais sont nommés par le gouvernement s'il n'y a pas assez de présidents en fonction. Les services obligatoirement offerts par les CSR sont l'aménagement régional, l'aménagement local dans le cas des DSL, la gestion des déchets solides, la planification des mesures d'urgence ainsi que la collaboration en matière de services de police, la planification et le partage des coûts des infrastructures régionales de sport, de loisirs et de culture; d'autres services pourraient s'ajouter à cette liste.

### Représentation
Nouveau-Brunswick: Big River fait partie de la circonscription de Nepisiguit, qui est représentée à l'Assemblée législative du Nouveau-Brunswick par Ryan Riordon, du Parti progressiste-conservateur. Il fut élu en 2010.
 Canada: Big River fait partie de la circonscription fédérale d'Acadie-Bathurst. Cette circonscription est représentée à la Chambre des communes du Canada par Yvon Godin, du NPD. Il fut élu lors de l'élection de 1997 contre le député sortant Doug Young, en raison du mécontentement provoqué par une réforme du régime d’assurance-emploi.

## Économie
L'activité économique de la région est dominée par l'exploitation forestière, les mines et les télécommunications. Le plus grand nombre d'emplois est toutefois disponible dans les services publics. L'activité économique est en fait concentrée à Bathurst. Au village, le développement résidentiel est au ralenti à cause de l'insécurité causée par la fermetures de mines et d'usines.
Entreprise Chaleur, un organisme basé à Bathurst faisant partie du réseau Entreprise, a la responsabilité du développement économique de la région.

## Vivre à Big River

### Éducation
Big River fait partie du sous-district 4 du district scolaire Francophone Nord-Est. Les élèves francophones bénéficient d'écoles à Bathurst. La ville de Bathurst compte le CCNB-Bathurst et Shippagan possède un campus de l'Université de Moncton.
Les anglophones bénéficient des écoles de Bathurst. Les établissements d'enseignement supérieurs anglophones les plus proches sont à Fredericton ou Miramichi.
Il y a une bibliothèque publique à Bathurst.

### Autres services publics
Les services et la presque totalité des commerces sont situés à Bathurst.
Big River, comme plusieurs localités de la région Chaleur, partage ou achète plusieurs de ses services. Ainsi, l'aménagement du territoire est de la responsabilité de la Commission d'urbanisme de Belledune. Le service de police est assuré par le poste de la Gendarmerie royale du Canada de Bathurst alors que la protection contre les incendies est assurée par le service régional d'incendie Sainte-Anne. Cette ville dispose aussi de l'hôpital régional Chaleur et d'un poste d'Ambulance Nouveau-Brunswick. La localité partage aussi le financement du Centre régional K.C. Irving. La collecte des déchets et matières recyclables est effectuée par la Commission de gestion des déchets solides de Népisiguit-Chaleur.
Les francophones bénéficient du quotidien L'Acadie nouvelle, publié à Caraquet, ainsi qu'à l'hebdomadaire L'Étoile, de Dieppe. Ils ont aussi accès à l'hebdomadaire Hebdo Chaleur, publié à Bathurst. Les anglophones bénéficient des quotidiens Telegraph-Journal, publié à Saint-Jean ainsi que de l'hebdomadaire Northern Light, de Bathurst.

### Transport
L'autoroute 11 forme la frontière nord du village, permettant ainsi d'accéder facilement au reste de la province. La principale rue du village est la route 430, qui se rend de Miramichi à Bathurst.
Big river était un important nœud ferroviaire. La ligne d'Halifax à Rivière-du-Loup traverse le village du nord au sud. Sur la rive droite du fleuve, la ligne Caraquet y converge à la jonction Gloucester. Cette ligne n'est plus utilisée et une courte section, désaffectée, est toujours en place. À la jonction Népisiguit, une ligne se rend vers les mines Bathurst et les mines Brunswick.
Big River n'est pas desservi par le transport en commun. Bathurst possède une gare routière, une gare et un aéroport. Le fleuve est seulement navigable jusqu'au nord du village.